# Valinje
Valinje ili Valinjevo  (mađ. Velény) je selo u južnoj Mađarskoj.
Zauzima površinu od 7,09 km četvornih.

## Zemljopisni položaj
Nalazi se na 45° 58' 49" sjeverne zemljopisne širine i 18° 3' 12" istočne zemljopisne dužine. 
Gredara je 1,5 km zapadno, Szabadszentkirály je 1,5 km sjeverno, Pécsbagota je 500 m sjeveroistočno, Garčin je 4,5 km istočno, Bokšica je 3 km jugoistočno, Tišnja je 2 km južno, a Kissasszonyfa je 4,5 km jugozapadno.

## Upravna organizacija
Upravno pripada Selurinačkoj mikroregiji u Baranjskoj županiji. Poštanski broj je 7951. 

## Stanovništvo
Valinje (Valinjevo) ima 176 stanovnika (2001.). Većinu čine Mađari, a Romi čine više od petine stanovnika.

## Vanjske poveznice
- (mađ.) Velény[neaktivna poveznica]
- (mađ.) Velény a Térképcentrumon  Arhivirana inačica izvorne stranice od 13. lipnja 2008. (Wayback Machine)
- Valinje na fallingrain.com